# Camiña
Camiña è un comune del Cile, situato nella Provincia del Tamarugal della Regione di Tarapacá. Al censimento del 2002 possedeva una popolazione di 1.275 abitanti.
Il comune fu creato l'8 settembre 1970 da parte del comune di Pisagua.

## Società

### Evoluzione demografica
| Censimento del 1992 | Censimento del 2002 |
| 1.422 ab.           | 1.275 ab.           |